# Karranadgin
Karranadgin är en ort i Australien. Den ligger i kommunen Goomalling och delstaten Western Australia, omkring 120 kilometer nordost om delstatshuvudstaden Perth. Orten hade 86 invånare år 2021.